# Red de transporte
Una red de transporte es la que permite transportar información de una o varias personas desde un punto a otro u otros puntos de forma bidireccional o unidireccional. Transfiere diversas clases de información de control de red, tales como la señalización e información de operaciones y mantenimiento.
Basada en tecnologías ATM, HDSL, JDS, JDP y DWDM, está compuesta por sistemas de transmisión multi-suministrador y soportada por la red de fibra óptica, sistemas radioeléctricos y conexiones JDP.
Debido a su naturaleza compleja y extensa, es esencial para su diseño y gestión la elaboración de un modelo de red apropiado con entidades funcionales bien definidas. La Red de Transporte puede describirse definiendo las asociaciones existentes entre los puntos de la red que la forman. A fin de simplificar su descripción, se utiliza un modelo de Red de Transporte basado en los conceptos de estratificación y subdivisión dentro de cada capa, de una forma que permita un elevado grado de recurrencia.
Algunos ejemplos de redes que hacen uso y se sustentan sobre la Red de Transporte son:
- Red RIMA (Red IP Multiservicio Avanzada): Es la red IP de Telefónica de España y proporciona servicios de interconexión de LANs, VPNs, etc. Utiliza VC-4 concatenados, diversificados en tríadas.
- Red ATM (Servicio GigaADSL): Servicio de acceso indirecto al bucle de abonado de Banda Ancha con ATM para su utilización por ADSL. Utiliza circuitos de 34 o 155 Mbit/s.
- Red IBERMIC: Red de conmutación de canales de 64 Kbit/s de voz y datos. Utiliza enlaces de 2 Mbit/s entre sus nodos.
- Red Conmutada: Formada por las centrales de conmutación de voz. Utiliza enlaces diversificados de 2 Mbit/s para voz y señalización entre centrales.
- Otras Redes: Interconexión de Operadoras, circuitos punto a punto de cliente, distribución de TV: circuitos de 34 Mbit/s unidireccionales o punto también es la que transporta se eres muy especial a multipunto.

## Componentes topológicos
Los componentes topológicos proporcionan la descripción más abstracta de una Red de Transporte. Dicha descripción se entiende en términos de relaciones topológicas entre conjuntos de puntos de referencia similares.
Se distinguen tres componentes topológicos que son: la red de capa, la subred y el enlace. Utilizando únicamente estos componentes, es posible describir totalmente la topología lógica de una red.

### Red de capa
Una red de capa es el conjunto completo de puntos de acceso similares, que pueden estar asociados a efectos de transferencia de información. La información transferida es característica de la capa y se denomina información característica. En una red de capa pueden constituirse y deshacerse asociaciones de puntos de acceso, mediante un proceso de gestión de capa que modifica de esta forma su conectividad. Una red de capa está constituida por subredes y enlaces entre ellas.

### Subred
Una subred es el conjunto completo de puntos de conexión similares, que pueden asociarse a efectos de transferencia de información característica. En una subred, pueden constituirse y deshacerse asociaciones de puntos de conexión mediante un proceso de gestión de capa que modifica, de esta forma, su conectividad. Generalmente, las subredes están constituidas por subredes más pequeñas y enlaces entre ellas. El nivel mínimo de esta recurrencia, es la matriz de conexión contenida en un elemento de red individual.

### Enlace
Un enlace es el subconjunto de puntos de conexión de una sub-red asociados con un subconjunto de puntos de conexión de otra subred, a efectos de transferencia de información entre subredes. El proceso de gestión de la red no puede constituir ni deshacer el conjunto de asociaciones de puntos de conexión que definen el enlace. El enlace representa la relación topológica entre un par de subredes. Se utiliza, en general, para describir la asociación que existe entre los puntos de conexión contenidos en un determinado elemento de red y los de otro elemento de red. El nivel mínimo de recurrencia de un enlace (en el concepto de estratificación) representa los medios de transmisión.

## Entidades de transporte
Las entidades de transporte proporcionan la transferencia de información transparente entre puntos de referencia de una red de capa. Es decir, no existe modificación de la información entre la entrada y la salida salvo la resultante de las degradaciones del proceso de transferencia. Se distinguen dos entidades básicas, según que se supervise o no la integridad de la información transferida, a los que se denomina conexiones y caminos. Las conexiones se dividen en conexiones de red, conexiones de subred y conexiones de enlace, de acuerdo con el componente topológico al que pertenezcan.

### Conexión de red
Una conexión de red es capaz de transferir información de forma transparente a través de una red de capa. Está delimitada por puntos de terminación de conexión (TCP). Constituye el nivel de abstracción más elevado dentro de una capa y puede subdividirse en una concatenación de conexiones de subred y conexiones de enlace. No existe información acerca de la integridad de la información transferida, pero a menudo puede deducirse de otras fuentes información relativa a la integridad de la propia conexión.

### Conexión de subred
Una conexión de subred es capaz de transferir información de forma transparente a través de una subred. Está delimitada por puntos de conexión en la frontera de la subred y representa la asociación entre puntos de conexión. Las conexiones de subred están constituidas, en general, por una concatenación de conexiones de subred de nivel inferior y conexiones de enlace. El nivel más bajo de esta recurrencia, es decir, la conexión de matriz, representa una transconexión de una matriz individual en un elemento de red.

### Conexión de enlace
Una conexión de enlace es capaz de transferir información a través de un enlace entre dos subredes. Está delimitada por puntos de conexión en la frontera del enlace y las subredes y representa la asociación entre ellos. Las conexiones de enlace establecen mediante caminos en la red de capa servidora.

### Camino
Se denomina camino a la transferencia de información característica de punto a punto. Es decir, se trata de la asociación entre puntos de acceso junto con la información adicional relativa a la integridad de la transferencia de información. Un camino se forma a partir de una conexión de red (alámbrica o inalámbrica), incluyendo funciones de terminación de camino entre los TCP y los puntos de acceso.

## Funciones de tratamiento de transporte
En la descripción de la arquitectura de las redes de capa se distinguen dos funciones genéricas de tratamiento: la de adaptación y la de terminación. Intervienen conjuntamente en las fronteras de capa y se definen por el tratamiento de la información efectuado entre sus entradas y sus salidas.

### Función de adaptación
La función de adaptación adapta la información característica de una red capa cliente, a una forma adecuada para su transporte por la red de capa servidora. La función de adaptación específica depende de la información característica de las dos capas. Como ejemplos de funciones de adaptación intercapas pueden citarse la codificación, la modificación de la velocidad, la alineación, la justificación, y la multiplexación. Ejemplos de funciones de adaptación en la JDS, son los bloques funcionales de adaptación de trayecto de orden inferior (LOPA), de orden superior (HOPA) y de sección de multiplexación (MSA).

### Función de terminación de camino
Las funciones de terminación de camino suministran información relacionada con la transferencia de información en un camino. Esto se consigue, por lo general, insertando información adicional en una función fuente de terminación de camino que se supervisa en la función sumidero correspondiente. Ejemplos de funciones de terminación de camino en la JDS, son los bloques funcionales de terminación de trayecto de orden inferior (LOPT), de orden superior (HOPT) y de sección de multiplexación (MST).

### Puntos de referencia
Se forman puntos de referencia en la red de capa vinculando la entrada de una función de tratamiento de transporte o entidad de transporte con la salida de otra. Existen tres tipos de puntos de referencia: puntos de acceso (AP), puntos de conexión (CP) y puntos de terminación de conexión (TCP).

## Subdivisión y estratificación
Una Red de Transporte puede descomponerse en cierto número de capas de Red de Transporte independientes con una asociación cliente/servidor entre capas adyacentes. Cada red de capa puede subdividirse separadamente de manera que refleje la estructura interna de esa capa. Los conceptos de subdivisión y estratificación son, por tanto, ortogonales.

### Subdivisión de la Red de Transporte
El concepto de subdivisión es importante puesto que nos permite definir:
- la estructura de la red dentro de una capa de red;
- fronteras administrativas entre operadores de red que proporcionan conjuntamente trayectos de extremo a extremo dentro de una sola capa;
- fronteras de dominio dentro de la red de capa de un mismo operador, para el establecimiento de objetivos de calidad de funcionamiento de los subsistemas que componen la red;
- fronteras de dominio de encaminamiento independiente, relativas al funcionamiento del proceso de gestión del trayecto.

El concepto de subdivisión puede dividirse en dos subconceptos conexos: la subdivisión de subredes, que describe la topología, y la subdivisión de conexiones de red, que describe la conectividad.

#### Subdivisión de subredes
Una subred describe simplemente la capacidad para asociar cierto número de puntos de conexión o de TCP. No describe directamente la topología de los componentes de arquitectura utilizados para constituir la subred. En general, cualquier subred puede subdividirse en un cierto número de subredes más pequeñas, interconectadas mediante enlaces. La forma según la cual se enlazan entre sí las subredes más pequeñas y los enlaces, describe la topología de la subred. Esto puede formularse como sigue:
Subred = Subredes menores + enlaces + topología.
Así pues, utilizando el concepto de subdivisión, es posible descomponer de forma recurrente cualquier red de capa hasta revelar el nivel de detalle deseado. Es probable que este nivel de detalle corresponda a los equipos individuales que implementan matrices de conexión en los elementos de red individuales, lo que confiere a la red de capa, la capacidad de conexión flexible.

#### Subdivisión de las conexiones de red y conexiones de subred
Un camino es una entidad de transporte formada por la vinculación de terminaciones de camino con una conexión de red. Constituye un caso particular de la capacidad de una red de capa. La conexión de red es un caso particular de la capacidad de la subred más amplia definible dentro de la red de capa. Del mismo modo que es posible subdividir una subred, también lo es efectuar la subdivisión de una conexión de red.
En general, una conexión de red puede subdividirse por combinación secuencial de conexiones de subred y conexiones de enlace, como sigue:
Conexión de red = TCP + conexiones de subred + conexiones de enlace + TCP.
Cada una de las conexiones de subred pueden dividirse, en una combinación secuencial de conexiones de subred y conexiones de enlace, según el esquema siguiente:
Conexión de subred = punto de conexión + conexiones de subred más pequeñas + conexiones de enlace + punto de conexión.

### Estratificación de la Red de Transporte
El concepto de estratificación de la Red de Transporte se basa en las siguientes hipótesis:
- cada red de capa puede clasificarse por similitud de funciones;
- es más sencillo diseñar y operar cada capa por separado que efectuar el diseño y la operación de la Red de Transporte completa como una sola entidad;
- puede ser útil un modelo de red estratificado para definir los objetos gestionados en la red de gestión de las telecomunicaciones (TMN);
- cada red de capa puede poseer sus propias capacidades de operaciones y mantenimiento, tales como las funciones de conmutación de seguridad y restablecimiento automático en caso de fallo, protección frente a anomalías de funcionamiento, fallos o errores de utilización. Estas capacidades reducen al mínimo las intervenciones de operación y mantenimiento, sin repercusiones sobre las otras capas;
- es posible agregar o modificar una capa sin que esto afecte a otras capas desde el punto de vista de la arquitectura;
- cada red de capa puede definirse independientemente de las otras capas.

La asociación cliente/servidor entre redes de capa adyacentes es aquella en la que un camino de la red de capa servidora proporciona una conexión de enlace de la red de capa cliente. Se introduce el concepto de adaptación para permitir, que redes de capa con una estructura de información característica diferente, se soporten entre sí por la relación cliente/servidor. Desde el punto de vista funcional de la Red de Transporte, la función de adaptación está situada, por consiguiente, entre los planos de redes de capa. Sin embargo, se considera que, desde el punto de vista administrativo, la función pertenece al camino de la capa servidora al que está vinculada.

#### Capas de la Red de Transporte
Las características del modelo estratificado de la Red de Transporte son las siguientes:
- se distinguen tres clases de redes de capa: redes de capa de circuito, redes de capa de trayecto y redes de capa de medios de transmisión;
- la asociación entre dos capas adyacentes cualesquiera es una asociación de tipo servidor/cliente;
- cada capa tiene su propia capacidad de operaciones y mantenimiento.

#### Redes de capa de circuito
Proporcionan a los usuarios servicios de telecomunicación tales como servicios con conmutación de circuitos, servicios con conmutación de paquetes y servicios por líneas arrendadas. Pueden identificarse redes de capa de circuito distintas, según los servicios proporcionados. Estas redes son independientes de las redes de capa de trayecto.

#### Redes de capa de trayecto
Utilizadas para soportar diferentes tipos de redes de capa de circuito. En el caso de la JDS, hay dos redes de capa de trayecto: la red de capa de trayecto de orden inferior (LOP) y la red de capa de trayecto de orden superior (HOP).
- La red de capa de trayecto de orden inferior es la encargada de transportar flujos de usuario de 2Mbit/s, en contenedores virtuales VC-12, y de 34Mbit/s (y para alguna aplicación específica también de 45Mbit/s), en contenedores virtuales VC-3. Esta red de capa utiliza los servicios de transporte de los VC-4 de la red de capa de trayecto de orden superior.
- La red de capa de trayecto de orden superior proporciona servicios de transporte tanto a la capa de trayecto de orden inferior (transportando VC-12 y VC-3) como a la capa de circuitos (transportando flujos de usuario de 140Mbit/s).

Un aspecto básico de las redes JDS es la posibilidad de controlar la gestión de la conectividad en las redes de capa de trayecto. Las redes de capa de trayecto son independientes de las redes de capa de medios de transmisión.

#### Redes de capa de medios de transmisión
Dependen del medio de transmisión, que puede ser por ejemplo, la fibra óptica y los sistemas radioeléctricos. Las redes de capa de medios de transmisión se dividen en redes de capa de sección y redes de capa de medios físicos. Las redes de capa de sección abarcan todas las funciones que proporcionan la transferencia de información entre dos nodos, en tanto que las redes de capa de medios físicos se refieren a los medios reales de fibra, pares metálicos o canales de frecuencias radioeléctricas que soportan una red de capa de sección.
En el caso de la JDS, hay dos redes de capa de sección:
- La red de capa de sección de multiplexación, que es responsable de la transferencia de la información de extremo a extremo, entre ubicaciones que encaminan o terminan trayectos,
- La red de capa de sección de regeneración, que es responsable de la transferencia de información entre regeneradores individuales y entre regeneradores y ubicaciones que encaminan o terminan trayectos.

## Aplicación de los conceptos a la JDS
Cuando la JDS soporta señales plesiócronas, se distinguen cuatro capas de red:
- capa de circuitos plesiócronos;
- capa de trayecto de orden inferior (por ejemplo VC-12),
- capa de trayecto de orden superior (VC-4),
- capa de sección de STM-N.

En la figura se muestra un circuito cliente que atraviesa cuatro elementos de red JDS. Los dos elementos extremos poseen tributarios a velocidades plesiócronas y son encargados de la adaptación del circuito para su transporte por la red JDS. Los elementos centrales realizan conexiones de trayecto de orden inferior (izquierda) y de trayecto de orden superior (derecha). Todas las interfaces (salvo los afluentes a las velocidades binarias plesiócronas), utilizan la capa de sección de STM-N.